# Károly híd (Krakkó)
A Károly híd Krakkó egyik első állandó hídja volt, a mai Józef Piłsudski híd közelében. A tölgyfából épült, téglaalapokon nyugvó hidat 1802-ben adták át, Józef Schmidt tervei alapján. Az átkelő a nevét II. Lipót császár fiáról, Károly főhercegről, császári tábornagyról, Teschen hercegéről kapta, aki először sétált át a hídon.
A hidat a város történelmének legnagyobb árvíze pusztította el, 1813. augusztus 6-án. Az árvíz nagyságát jellemzi, hogy a híd által összekötött városrészeket, Kazimierzt, Stradomt, és  Podgórzet egyaránt elöntötta a víz, a Károly hídon túl a Królewski hidat is elmosva.
A Károly híd helyén 1844–1850 között épült fel, a Károly híd megmaradt részeit felhasználva a Podgórski híd, mely 1925-ben összeomlott.
Ma a két hídból mindössze az 1801-ben épített téglaalapok láthatók a Visztula két partján, a Mostowa (Híd) utca végében. Az elképzelések szerint az egykori átkelők helyére egy új gyalogos-kerékpáros híd épülne fel hamarosan.